# Liste der Kreisstraßen im Landkreis Rosenheim
Die Liste der Kreisstraßen im Landkreis Rosenheim ist eine Auflistung der Kreisstraßen im bayerischen Landkreis Rosenheim mit deren Verlauf.

## Abkürzungen
- EBE: Kreisstraße im Landkreis Ebersberg
- M: Kreisstraße im Landkreis München
- MB: Kreisstraße im Landkreis Miesbach
- MÜ: Kreisstraße im Landkreis Mühldorf am Inn
- RO: Kreisstraße im Landkreis Rosenheim
- ROs: Kreisstraße in der kreisfreien Stadt Rosenheim
- TS: Kreisstraße im Landkreis Traunstein
- St: Staatsstraße in Bayern

## Liste
Nicht vorhandene bzw. nicht nachgewiesene Kreisstraßen werden in Kursivdruck gekennzeichnet, ebenso Straßen und Straßenabschnitte, die unabhängig vom Grund (Herabstufung zu einer Gemeindestraße oder Höherstufung) keine Kreisstraßen mehr sind.
Der Straßenverlauf wird in der Regel von Nord nach Süd und von West nach Ost angegeben.
| Nr. RO | Verlauf |
| ------ | --- |
| RO 1   | St 2359 in Nußdorf am Inn – Überfilzen – Riedlberg – Bergen – Labach – Sonnhart – Windshausen – Landesgrenze – (209 in Tirol, Österreich) |
| RO 2   | (EBE 11 im Landkreis Ebersberg) – Landkreisgrenze – Unterlaus – RO 3 – Percha – Feldkirchen – St 2078 – Westerham – Landkreisgrenze – (MB 17 im Landkreis Miesbach) |
| RO 3   | (M 8 im Landkreis München) – Landkreisgrenze – Oberlaus – Unterlaus – RO 2 – Elendskirchen – RO 6 in Großhöhenrain |
| RO 4   | St 2360 – Sonnering – Höslwang – RO 12 – RO 27 – Unterhöslwang – Landkreisgrenze – (TS 21 im Landkreis Traunstein) |
| RO 5   | St 2359 – RO 16 – Niedermoosen – Holzen – Unterimmelberg – RO 47 – RO 26 – Heiglmühle – Achenmühle – RO 9 – Daxa – Thal – St 2362 in Frasdorf |
| RO 6   | RO 8 in Thal – Großhöhenrain – RO 3 – Aschhofen – Unteraufham – St 2078 in Feldkirchen |
| RO 7   | St 2089 in Großholzhausen – Aich – Obermühle – Kirchdorf am Inn – Altenmarkt – St 2359 in Neubeuern |
| RO 8   | (EBE 15 im Landkreis Ebersberg) – Landkreisgrenze – Thal – RO 6 – Unterholzham – RO 49 – Orthofen – Noderwiechs – St 2078 – Kirchdorf am Haunpold – Bruckmühl – RO 13 – Waith – Ried – Götting – Landkreisgrenze – (MB 1 im Landkreis Miesbach)                                                                        |
| RO 9   | Höhenmoos-Nordost – Höhenmoos – Achenmühle – RO 5 – Speckbach – Egernbach – Wiedholz – RO 21 – Eiding – Törwang – Eßbaum – Roßholzen – Schadhub – Breiten – St 2359 |
| RO 10  | (TS 33 im Landkreis Traunstein) – Landkreisgrenze – Eggstätt – RO 15 – Straß – Natzing – St 2095 – Westerhausen – Gattern – Stetten – St 2093 |
| RO 12  | RO 4 in Höslwang – Almertsham – Siegsdorf – St 2092 |
| RO 13  | St 2078 in Ast – Feldolling – Vagen – Wiechs – Bruckmühl – RO 8 – Waith – Ried – Götting – Westerham – St 2078 – St 2089 – Bad Aibling – RO 8 – Harthausen – Lohholz – St 2078 in Kolbermoor |
| RO 14  | St 2093 in Aschau im Chiemgau – Innerkoy – Bucha – Außerkoy – Westerham – Bernau am Chiemsee – Irschen – |
| RO 15  | (TS 21 im Landkreis Traunstein) – Landkreisgrenze – Aufham – Oberulsham – Unterulsham – RO 48 – Eggstätt – RO 10 – Weisham – St 2095 – Haus – St 2093 in Breitbrunn am Chiemsee |
| RO 16  | RO 5 – Niedermoosen – Riedering – St 2362 – Ecking – Beuerberg – Pietzing – RO 30 – Moosen – RO 33 – Schralling – Kronlohe – Hirnsberg – Stauden – Letten – Thalkirchen – Antwort – St 2092 in Mauerkirchen |
| RO 17  | St 2092 in Prien am Chiemsee – Landkreisgrenze – (Chiemsee im Landkreis Traunstein) |
| RO 18  | St 2358 – Tuntenhausen – Thalacker – RO 19 |
| RO 19  | RO 13 in Bad Aibling – RO 29 – RO 18 – Moos – Krabichl – Hub – Riedhof – Großkarolinenfeld – Landkreisgrenze – (ROs 19 in Rosenheim) |
| RO 20  | St 2359 – Straßkirchen – Eßbaum – St 2360 in Söchtenau |
| RO 21  | RO 9 in Wiedholz – Grainbach |
| RO 22  | RO 30 – Hitzing – Ratzing – Geigereck – Schmaggl – Gänsbach – Greimharting – RO 32 – Pinswang – RO 30 – St 2093 |
| RO 23  | /St 2093 – Umrathshausen – Giebing – Hittenkirchen – St 2092 |
| RO 24  | St 2078 – Willing – Berbling – Haslach – Gries – Dettendorf – Berghalde – St 2010 – Gottschalling – Lippertskirchen – RO 46 in (Bad Feilnbach) |
| RO 25  | Nicklheim-West – Nicklheim – in Raubling |
| RO 26  | St 2359 – Sinning – Thalmann – RO 5 |
| RO 27  | RO 4 in Höslwang – Gachensolden – Pelham – Stephanskirchen – Hemhof – St 2095 |
| RO 28  | (MB 4 im Landkreis Miesbach) – Landkreisgrenze – St 2078 |
| RO 29  | RO 19 – Thann – Jarezöd – Gutmart – St 2080 – Stolz – Stadl – Kronstaude – Brand – Marienberg – Mühlstätt – |
| RO 30  | RO 16 – RO 33 – Pietzenberg – Haimling Mühle – RO 22 – Weiher – RO 22 in Pinswang |
| RO 31  | Sankt Margarethen – Brunnthal – St 2089/St 2362 in Degerndorf am Inn |
| RO 32  | St 2092 in Rimsting – Öd – RO 22 |
| RO 33  | RO 16 in Moosen – Stadl – RO 30 – Wurmsdorf – Rögling – St 2362 in Söllhuben |
| RO 34  | in Edling – Breitbrunn – Mühlthal – Reitberg – Zellerreit – RO 43 – Eich – Mitterhof – Hofstett – Hagenbuch – Berg – Katzbach – |
| RO 35  | RO 39 in Kirchloibersdorf – Sankt Leonhard – St 2357 – Reichertsham – Stephanskirchen – Lacken – Englstetten – Evenhausen – RO 36 – Locking – Murn – Rauhöd – Friedberting – St 2092 – Neubau – Schonstett – Friedlhub – St 2079 – Unterwindering – Oberwindering – Lueg – St 2359 in Vogtareuth                       |
| RO 36  | St 2092 – Eiselfing – RO 37 – Stauderer – Lindach – Achen – RO 35 – Obersur – Amerang – St 2360 – Oed – Stacherding – Ellerding – Landkreisgrenze – (TS 8 im Landkreis Traunstein) |
| RO 37  | St 2092 – Bachmehring – Eiselfing – RO 36 – St 2092 |
| RO 38  | (MÜ 45 im Landkreis Mühldorf am Inn) – Landkreisgrenze – Titlmoos – Landkreisgrenze – (TS 38 im Landkreis Traunstein) |
| RO 39  | (MÜ 44 im Landkreis Mühldorf am Inn) – Landkreisgrenze – Kirchloibersdorf – RO 35 – Landkreisgrenze – (TS 12 im Landkreis Traunstein) |
| RO 40  | (MÜ 50 im Landkreis Mühldorf am Inn) – Landkreisgrenze – Vordersberg – Reiching – Soyen – Weidgarten – |
| RO 41  | (MÜ 32 im Landkreis Mühldorf am Inn) – Landkreisgrenze – Furth – Berg – RO 42 – Albaching – Birkmaier – Baumgarten – Zell – Ebrach – Forsting – Ried – RO 44 – Pfaffing – Steinhart – Oberöd – Lehen – RO 43 – Au – Meiling – Rott am Inn – St 2079 – RO 45 – in Lengdorf                                              |
| RO 42  | (MÜ 46 im Landkreis Mühldorf am Inn) – Landkreisgrenze – Schönanger – Albaching – RO 41 – Aign – Landkreisgrenze – (MÜ 46 im Landkreis Mühldorf am Inn) – Landkreisgrenze – ohne Ort, ohne Abzweig einer klassifizierten Straße – Landkreisgrenze – (MÜ 46 im Landkreis Mühldorf am Inn) – Landkreisgrenze – in Edling |
| RO 43  | (EBE 9 im Landkreis Ebersberg) – Landkreisgrenze – Zellbach – RO 44 – Hart – Lehen – RO 41 – RO 34 – Gasteig – Ramerberg – Anger – Steingassen – Attelfeld – |
| RO 44  | RO 43 – Oberndorf – Köckmühle – Neuhaus – RO 41 – Pfaffing – Nederndorf – RO 34 – Edling – |
| RO 45  | St 2080 in Ostermünchen – Lampferding – Dettendorf – Manglham – Arbing – RO 41 in Rott am Inn |
| RO 46  | St 2089 – RO 24 – Bad Feilnbach – Landkreisgrenze – (MB 22 im Landkreis Miesbach) |
| RO 47  | St 2362 in Riedering – Mitterfeld – Lauterbach – RO 5 |
| RO 48  | (TS 19 im Landkreis Traunstein) – Landkreisgrenze – Meisham – RO 15 |
| RO 49  | RO 8 in Unterholzham – Oberholzham – Breitenberg – Oberwall – RO 51 – Neureith – St 2089 in Beyharting |
| RO 50  | (EBE 10 im Landkreis Ebersberg) – Landkreisgrenze – Eisenbartling – St 2080 in Ostermünchen |
| RO 51  | St 2089 – Biberg – RO 49 |
| RO 52  | – Tatzelwurm – Aschau – Rechenau – Seebach – Wall – Hummelei – Agg – St 2089 in Auerbach |
| RO 53  | – Hochstätt – Schechen – |

## Quelle
OpenStreetMap: Landkreis Rosenheim – Landkreis Rosenheim im OpenStreetMap-Wiki